# Mehrfamilienhaus Kirchenpauerstraße 2
Das Mehrfamilienhaus Kirchenpauerstraße 2 in der niedersächsischen Kreisstadt Cuxhaven im Landkreis Cuxhaven stammt vom Anfang des 20. Jahrhunderts. Aktuell (2024) wird es für Wohnungen genutzt.
Das Gebäude in der Gruppe Wohnhäuser südlich der Schillerstraße steht unter Denkmalschutz (siehe auch Liste der Baudenkmale in Cuxhaven).

## Geschichte und Beschreibung
Große Teile der Stadterweiterung um 1900 südlich der Schillerstraße sind gut erhalten, viele im originalen Erscheinungsbild. Dazu gehören ein- bis dreigeschossige Wohnhäuser im Bereich Am Grünen Weg, Schillerplatz, Grandauerstraße und Kirchenpauerstraße. Sie stammen von verschiedenen namhaften Cuxhavener Architekten wie Rudolph Glocke, John Polack und Richard Alberts, welche die historisierenden Fassaden in den Formen des Barocks, des französischen Rokokos und des Jugendstils entwarfen. Zurückhaltender sind die zwei- und dreigeschossigen, zwischen 1904 und 1908 entstandenen Häuser an der Reinekestraße mit historisierender Ornamentik im floralen Jugendstil.
Das dreigeschossige traufständige verputzte und verklinkerte Gebäude auf Keller mit flachem Satteldach, mit Mezzaningeschoss und einem eingeschossigen jüngeren Anbau mit Balkon wurde 1902 nach Plänen von Rudolph Glocke gebaut. Die straßenseitige Schmuckfassade wurde gestaltet mit weit überstehendem Traufgesims mit Konsolen, horizontalen Bändern, Fensterumrahmungen, Brüstungsfeldern sowie östlicher Attika mit Inschrift und aufgesetzten Vasen.
Das Landesdenkmalamt befand u. a.: „… Zeugnis- und Schauwert im Hinblick auf die geschichtliche, künstlerische und städtebauliche Bedeutung …“